# Alain Bertho
Alain Bertho  (1952)  é um antropólogo francês, professor de antropologia da Universidade  Paris 8  (Vincennes à Saint-Denis) e da Maison des sciences de l’homme de Paris Nord, onde coordena  o eixo "Pensar a cidade contemporânea".
É responsável pela especialidade  "Cidades e novos espaços europeus de governança" ("Villes et nouveaux espaces européens de gouvernance")  dentro do  Master do Instituto de Estudos Europeus  da Universidade Paris 8. É  também professor-pesquisador do LAVUE, Laboratoire Architecture Ville Urbanisme Environnement (Laboratório Arquitetura Cidade Urbanismo Ambiente),  do CNRS. 
Sua obra mais conhecida é  Le Temps des émeutes (Bayard).

## Livros publicados
- Ceux du Val de Marne, vingt-cinq ans de luttes sociales, Messidor, 1991, 200 p. (ISBN 978-2209065530)
- La crise de la politique : du désarroi militant à la politique de la ville, L’Harmattan, coll. « Logiques sociales », 1996, 288 p. (ISBN 978-2738441096)
- Banlieue, banlieue, banlieue, La Dispute, 1997, 160 p. (ISBN 978-2843030024)
- Contre l’État, la politique, La Dispute, 1997, 274 p. (ISBN 978-2843030291)
- L’État de guerre, La Dispute, 2003, 157 p. (ISBN 978-2843030765)
- Nous-autres nous-mêmes : Ethnographie politique du présent, Le Croquant, 2008, 140 p. (ISBN 978-2914968393)
- Le temps des émeutes, Bayard, 2009, 271 p. (ISBN 978-2227478633)